# Survive (canção de David Bowie)
"Survive" é uma canção composta por David Bowie e Reeves Gabrels para o álbum 'hours...', de 1999. A faixa foi lançada como single em janeiro de 2000, chegando ao n° 28 da UK Singles Charts.